# Daniel Laor
Daniel Laor ist ein ehemaliger israelischer Diplomat.

## Leben
In der ersten Hälfte der 1950er Jahre war Laor als erster Botschaftssekretär an der israelischen Botschaft in Bukarest tätig. In dieser Zeit kam es in Rumänien, ähnlich wie anderen Ostblockstaaten, zu verstärkten antisemitischen Übergriffen und Verhaftungen, von denen auch das Botschaftspersonal und Personen, die mit der Botschaft in Verbindung gebracht wurden, betroffen waren. So wurde Anfang September 1954 der ehemalige Botschaftsmitarbeiter Jancu Aron Grinberg verhaftet und beschuldigt, Rumänien unerlaubt verlassen zu wollen. Das rumänische Außenministerium erklärte daraufhin Daniel Laor, der Grinberg die Papiere besorgt haben soll, zur Persona non grata, sodass Laor das Land verlassen musste.
Während seiner weiteren diplomatischen Karriere fungierte Laor unter anderem als Gesandter in der Türkei und Botschafter in Uganda sowie als solcher, ebenfalls nicht-residierender Botschafter in Ruanda. Während seiner Botschaftertätigkeit in Uganda kam es unter Idi Amin zu einer Abkühlung der diplomatischen Beziehungen zwischen Israel und Uganda, was schließlich im März 1972 zu deren Abbruch führte. Die Botschaft wurde geschlossen und alle Israelis mussten Uganda verlassen. Laor, der sich im April 1972 unter den letzten noch verbliebenen Israelis befand, war damit der letzte israelische Botschafter in Uganda bis 1994. Sein nächster Posten brachte ihn nach Manila, wo er als israelischer Botschafter in den Philippinen akkreditiert war.